# Melia Trophy 1974
Il Melia Trophy 1974 è stato un torneo di tennis. È stata la 1ª edizione del torneo, che fa parte dei Tornei di tennis femminili indipendenti nel 1974. Si è giocato a Madrid in Spagna, dal 7 al 13 ottobre 1974.

## Campionesse

### Singolare
Helga Masthoff ha battuto in finale  Tine Zwaan con il punteggio di 6–2, 6–4

### Doppio
Lesley Charles /  Sue Mappin hanno battuto in finale  Helga Masthoff e la Creydt che si sono ritirate sul punteggio di 6–2